# 金子あい
金子 あい（かねこ あい、1968年10月26日 - ）は、東京都出身の女優である。

## 人物
- 東京芸術大学美術学部大学院デザイン科修了
- 特技：仕舞、謡、語り、ダンスパフォーマンス、日本舞踊、殺陣、デザイン
- 資格：普通自動車免許、剣道三段、中学・高校第一種美術教員免許

## 略歴
- インテリアデザイナーとして活動後、自らの身体で空間を表現するべく俳優となる。美術の世界で培ったセンスと、能や新内、日本舞踊から学んだ古典の所作、技術、精神をいかし、舞台で独特の存在感を放つ。女役をはじめ、男役・中性的な役柄などキャラクターの幅が広い。正統な古典の語りからコンテンポラリーなパフォーマンスまで幅広く活躍している。
- 能は喜多流・栗谷明生に、新内は鶴賀流・鶴賀若狭掾（人間国宝）に、日本舞踊は林流・林千枝に師事。

## 主な舞台
- 『ラフカット'97 洞海湾』（作：松尾スズキ、演出：堤泰之 / 全労済ホールスペース・ゼロ、1997年） - 主演
- 中島みゆき『夜会 VOL.10 海嘯』（シアターコクーン、1998年）
- 『景清拘留』（作・演出：高瀬一樹 / シアターΧ、1999年）
- 『雁作・桜の森の満開の下』（作・演出：野田秀樹 / 新国立劇場、2001年）
- 『平家物語の夕べ』（構成・演出：笠井賢一 / サンシャイン劇場、2002年） - 語り手 ※文化庁芸術祭参加作品
- 『竹取物語〜物語の出で来はじめの祖〜』（構成・演出：笠井賢一 / 東京芸術大学奏楽堂、2003年） - 語り手
- 詠み芝居『鶴八鶴次郎』（作：川口松太郎、演出：壤晴彦 / ツアー公演、2003年） - 主演・鶴八役
- 『邦楽劇・賢治宇宙曼陀羅』（構成・演出：笠井賢一 / 東京芸術大学奏楽堂、2004年） - 主演
- 『子午線の祀り』（作：木下順二、演出：観世栄夫 / 世田ヶ谷パブリックシアター、2004年） - 建礼門院役
- 『ポラーノの広場』（作：宮沢賢治、画：小林敏也 / ギャラリー・スペースことのは） - 幻灯および朗読
- 詠み芝居『おたふく』（作：山本周五郎、演出：壤晴彦  / シアターVアカサカ、2006年）おたか役
- 一人語り『平家物語 祇王』（白瀧呉服店、2006年）
- 『エウメニデス』（作：アイスキュロス、演出：ルティ・カネル / シアターΧ、2007年） - アテナ役

## その他の活動

### ラジオ
- ハッピーう〜たん!（むさしのFM・調布FM・FM西東京、2010年10月 - ） - 金曜パーソナリティ